# Пън Лиюен
В това китайско име фамилията Пън стои отпред.
Пън Лиюен (на китайски: 彭丽媛; на пинин: Péng Lìyuán) е китайска народна певица, учен (музиколог, професор, ректор), военнослужещ (с генералско звание). Извън родината си е известна като съпруга на Си Дзинпин, председател на Китайската народна република и генерален секретар на Китайската комунистическа партия.

## Биография
Родена е на 20 ноември 1962 година в окръг Юнчън, провинция Шандун.
През 1980 година постъпва в Народната освободителна армия на Китай (НОАК), където проявява своя певчески талант, участва във фронтови концерти по време на конфликтите с Виетнам (1979 – 1991).
Придобива известност в страната с участията си в телевизионни предавания, особено в новогодишните гала-концерти по Китайската централна телевизия от 1982 г. Изпълнява и песни за няколко известни телевизионни сериала. Получава множество награди в песенни конкурси по цялата страна. Сред най-известните песни, изпълнявани от нея, са „В полето на надеждата“ (在希望的田野上), „Хора от нашето село“ (父老乡亲), „Джомолунгма“ (珠穆朗玛).
Завършва „Народна музика“ в Китайската музикална консерватория (КМА) в Пекин. Има научно звание професор. Тя е научна ръководителка на аспиранти в Художествената академия на НОАК и в КМА. От 2009 до 2012 година заема длъжността началник на Ансамбъла за песни и танци на Генералния политически отдел на НОАК, а от 2012 до 2017 г. е началник на Художествената академия на НОАК, преименувана (2017) на Военно-културен институт на Националния университет по отбрана на НОАК. Като гражданска служителка в НОА има чин, съответстващ на военното звание генерал-майор.
Избрана е в състава на Народния политически консултативен съвет на Китай – съвещателен орган при ръководството на КНР. От 2011 г. е посланик на добра воля на Световната здравна организация по борба с туберкулозата и СПИН, занимава се с пропаганда на здравословния начин на живот и културния обмен.

## Семейство
Омъжена е през 1986 г. за политика Си Дзинпин (след неговия развод). Като син на бивш вицепремиер Си е репресиран по време на Културната революция, после за кратко е секретар на военния министър (1982), по време на женитбата вече е заместник-кмет (1885 – 1888) на град Сямън – специална икономическа зона срещу остров Тайван. След това е управител на провинциите Фудзиен (1999 – 2002) и Джъдзян (2002 – 2003), член на Политбюро на Централния комитет на Китайската комунистическа партия и на неговия Постоянен комитет, заместник-председател на КНР от 2008 г., генерален секретар на ККП от 2012 г., председател на КНР от 2013 г.
До избирането му на най-високите постове в страната е по-малко известен от нея – „привличал вниманието на журналистите само като мъж на известната в Китай певица Пън Лиюен“.
Имат дъщеря Си Минзе (Xi Mingze), родена през 1992 г.